# Russell Games Slayter
Russell Games Slayter (Argos, 9 de dezembro de 1896 — 15 de outubro de 1964) foi um inventor estadunidense.
Conhecido pelo desenvolvimento da fibra de vidro.

## Invenções e patentes
- US Patent Number 2133235: Method & Apparatus for Making Glass Wool
- US Patent Number 2230272: Method of Producing Glass Fibers
- US Patent Number 2175225: Method of Making Glass Wool
- US Patent Number RE21863: Method & Apparatus of Melting & Fining Glass
- US Patent Number 2305500: Apparatus for Electrically Generating Pressures
- US Patent Number 2109258: Sealing Apparatus
- US Patent Number 2311613: Transparent Composite Materials
- US Patent Number 2333213: Static Eliminator